# Нигерийская национальная нефтяная корпорация
Нигерийская национальная нефтяная корпорация (Nigerian National Petroleum Corporation, NNPC) — государственная нефтегазовая компания Нигерии. Основана в 1977 году, первым председателем был Мохаммаду Бухари, будущий президент. Штаб-квартира находится в башнях NNPC (NNPC Towers) в Абудже, столице Нигерии. Занимает 19-е место в мире по объёмам производства нефти и сжиженного природного газа (СПГ) и 1-е место в Африке по объёму производства нефти. Суточный объём добычи нефти в июле 2019 года составил 1,98 млн баррелей.

## История
Нефть в Нигерии была обнаружена в 1908 году, в 1930-х годах её добычей занялась компания Shell-BP Petroleum Development Company of Nigeria, совместно предприятие Royal Dutch Shell и British Petroleum. К концу 1950-х годов добыча нефти достигла значительных объёмов, в стране начали работу итальянская Agip, американская Phillips Oil, французская Elf и другие. В 1971 году Нигерия вступила в OPEC, была создана национальная нефтяная компания Nigerian National Oil Corporation и началась постепенная национализация нефтедобычи. В 1977 году название национальной нефтяной компании было изменено на Nigerian National Petroleum Corporation, также была проведена реорганизация (к этому времени руководство NNOC успело продемонстрировать свою некомпетентность и коррумпированность). В 1980 году на платформе для морской нефтедобычи близ Нигерии Funiwa-5 произошёл взрыв, погибло 180 человек, было разлито 146 тыс. баррелей нефти.
NLNG с помощью мировых компаний Royal Dutch Shell, Total Fina Elf, а также итальянского энергетического концерна Eni (в лице AGIP) с 1999 года начала поставки СПГ с нового завода по сжижению на Бонни-Айленд. Новые очереди завода по сжижению позволили к 2002 году увеличить объём поставок СПГ в Европу до 7,1 млрд м³. Ввод новых очередей этого завода позволил Нигерии увеличить поставки СПГ до 16 млрд м³ в 2009 году.
Осенью 2014 года была завершена реализация нового проекта создания завода по GTL — Escravos GTL на реке Эскравос.
В октябре 2019 года NNPC и её подразделение NLNG подписали соглашение, по которому NNPC выплатит 2,5 млрд долларов США предоплаты на проекты по расширению, включающие поиск и разведку на газ, бурение и добычу.
В августе 2021 года стало известно, что NNPC впервые за свою 44-летнюю историю закончила год с прибылью. За 2020 год прибыль после налогообложения составила 287 млрд найр или $697,5 млн.

## Деятельность
Добычей нефти и природного газа в Нигерии занимаются совместные предприятия NNPC и ведущих мировых нефтяных компаний — британско-нидерландской Royal Dutch Shell (контролирует свыше половины добычи), американскими ExxonMobil, Chevron и ConocoPhillips, итальянской Eni, французской Total, китайской Addax Petroleum. По законодательству Нигерии NNPC управляет в стране от лица национального правительства этими совместными предприятиями.
Подразделения компании:
- Nigerian Gas Company (NGC) занимается добычей, переработкой и транспортировкой природного газа.
- Nigeria LNG[англ.] (NLNG) занимается производством сжиженного природного газа (СПГ) и его экспортом. Принадлежит NNPC и ведущим мировым нефтяным компаниям Royal Dutch Shell, Total и Eni. Управляет шестью очередями завода по сжижению — train 1—6 на острове Бонни-Айленд. NLNG собирается расширить производство за счёт постройки седьмой очереди завода (train 7)[7].

Выручка компании за 2020 год составила 3,719 трлн найр ($9,79 млрд), из них 3,697 трлн найр пришлось на Нигерию, 21 млрд найр — на Панаму, 526 млн найр — на Великобританию; на нефтепродукты пришлось 2,276 трлн найр, на нефть — 828 млрд найр, на природный газ — 524 млрд найр, на услуги — 90 млрд найр.